# اندیس ذغالسنگ لسبو
ذغالسنگ لسبو یک اندیس غیرفلزی است که در  استان گیلان قرار دارد و مادهٔ معدنی موجود در آن، ذغالسنگ است.سنگ میزبان این اندیس ماسه ضخیم لایه است و دیرینگی آن به دوران ژوراسیک می‌رسد. 